# Sycon ramsayi
Sycon ramsayi är en svampdjursart som först beskrevs av Lendenfeld 1885.  Sycon ramsayi ingår i släktet Sycon och familjen Sycettidae. Inga underarter finns listade i Catalogue of Life.